# Спокій скасовується
Спокій скасовується (рос. Спокойствие отменяется) — радянський художній фільм 1983 року, знятий на кіностудії «Мосфільм».

## Сюжет
Сержант Микола Горовий після служби в Армії повертається в рідне село і, долаючи всілякі труднощі, піднімає на належну висоту колгоспну художню самодіяльність. Його наміри, завзятість і завидне терпіння виявилися не марними: коли в село приїхала телевізійна група «Алло, ми шукаємо таланти», перед телекамерами розгорнулося яскраве музичне видовище…

## У ролях
- Лідія Смирнова — тітка Тетяна
- Олег Анофрієв — дід Потап
- Юрій Медведєв — Македон
- Іван Шабалтас — Микола Горовий
- Лариса Бєлогурова — Радда
- Галина Левіна — Катя
- Олександр Новиков — Костя
- Валерій Носик — Харитон Іванович
- Валентина Владимирова — Степанида Петрівна
- Валентин Баглаєнко — Івко
- Євген Моргунов — Мигалов
- Тамара Носова — Марта
- Людмила Велика — Фрося
- Анатолій Ведьонкін — Єгор
- Віктор Філіппов — генерал
- Микола Фомін — епізод
- Клавдія Хабарова — Докія
- Борис Бачурін — епізод
- Василь Устюжанін — епізод
- Станіслав Непряхін — епізод
- Микола Дьомін — епізод

## Знімальна група
- Режисер — Мунід Закіров
- Сценарист — Іван Стаднюк
- Оператор — Віктор Пищальников
- Композитор — Євген Птичкін
- Художник — Сергій Портной